# Shijak
Shijak város Albánia Durrës közigazgatási körzetében. A város – 2006-os becslések alapján – Albánia 23. legnagyobb városa mintegy 14400 fős lakosságával.

## Elhelyezkedése
Shijak mintegy 11 kilométernyire fekszik Durrës városától és 38 kilométernyire az albán fővárostól, Tiranától. Xhafzotaj, Gjepalaj és Maminas települések határolják. A város 3,4 négyzetkilométeres területen terül el és lakosságának száma 2007-ben nagyjából 12800 körül volt. A valóságban azonban feltehetőleg még ennél is kevesebben laknak e településen, mivel sokaknak az állandó lakcímük máshol található. Ha ezt a tényezőt is beleszámítjuk a népesedési adatok számításába, akkor a lakosság száma 6-7000 főre tehető. Annak ellenére, hogy a születések száma 2003 és 2007 közt nagyjából 60%-kal esett vissza, a lakosság létszáma évente egy százalékkal nő, mivel sok a betelepülő család. A 2010/2011-es években itt volt egyedül női polgármester egész Albániában. Shijakról a legfrissebben elérhető adatok 2007-ből származnak.

## Történelme

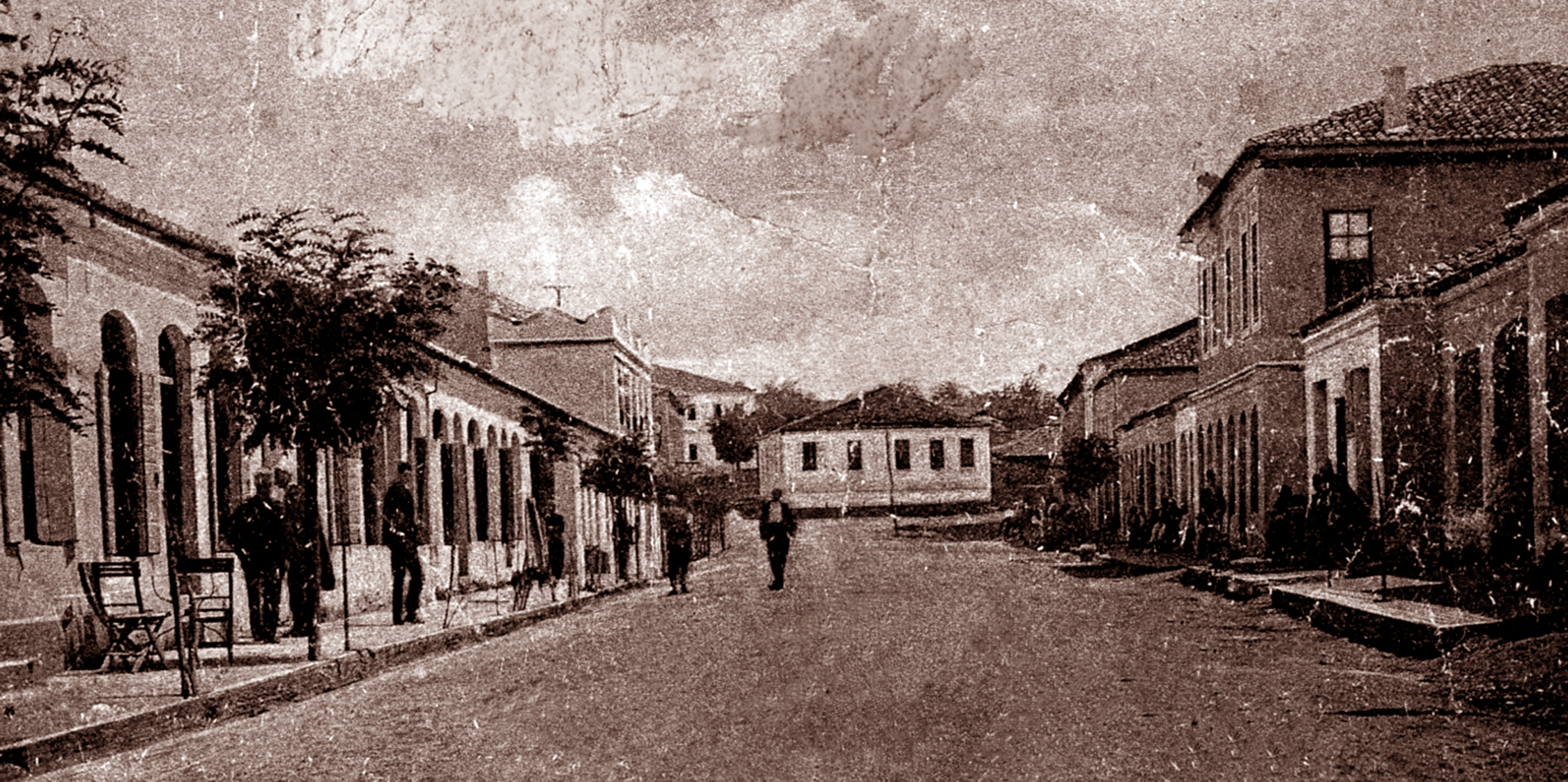
Shijak 1927-ben.

A városnak az ókorba visszanyúló gyökerei vannak, miután i. e. 627-ben megalapították a közeli Epidamnosz városát (ma Durrës). Shijak a közeli város agglomerációjába tartozó település volt, állandó lakosság nélkül. Egyedül a taulant törzs tagjai használták lakóhelyül, bár jobbára Epidamnoszban volt a központjuk. Később Shijakot Shën Jak néven ismerték (’Szent Jakab’). Később Shijak más neveken vált ismertté (Shenjak, Shejak, Shinjak), csak ezután vált véglegessé a Shijak elnevezés. A török terjeszkedése miatt a város több épülete is elpusztult a középkorban, többek közt a település temploma is.
1880-ban Sali Deliallisi alapította meg a települést, amely ekkor még csak falusi ranggal bírt. Később a település lakossága kibővült a Boszniából a környékbeli Koxhas és Boraka településekre betelepülőkkel. Shijak a későbbiek során 1908-ban várossá nőtte ki magát részben a természetes szaporodás által, részben a környező városokból idetelepülők által. Hivatalosan a francia újjáépítés időszakában, 1930-ban lett város.

## Természeti és épített környezet
Az Erzen folyó folyik keresztül a városon, valamint több forrás, köztük a Gjyshi- és a Dshku-források, valamint az Erzin-tó található a város területén. Shijak városközpontjában egy virágos tér található, amely egyike az itt található két városi parknak. A virágos parkot parkolókkal szegélyezett utak veszik körül. A park körül számos kereskedelmi és vendéglátóipari egység található. Shijakban viszonylag sok burkolt út található, ám sok helyen burkolatlan utakkal, útszakaszokkal is találkozhatnak az arra járók. A város legtöbb épülete mindössze egy, vagy kétemeletes. A magasabb lakóépületek főleg a belváros közelében találhatóak meg. Shijakban egy szabadtéri piac található, amely a hét minden napján nyitvatart ugyan, de a legforgalmasabb mégis vasárnaponként. Shijakban egy focipálya is található, amelyet a nemzeti válogatottal közösen a helyi labdarúgócsapat is használ. Egy közösségi központ is található a városban, amely egybeépült a város mecsetével. A városban megtalálható még ezenkívül a postahivatal, egy egészségügyi központ, egy könyvtár, egy rendőrőrs, internetezési lehetőségeket kínáló helyek és több bolt is. A városban két állami irányítás alatt álló óvoda, egy magánóvoda, két kilenc tanéves általános iskola és egy középiskola képviseli az oktatási intézményeket. A városban kis alapterületénél fogva nincsen helyi tömegközlekedés. A környékbeli városokba buszokon illetve taxikon és egyéb közúti járműveken lehet eljutni.

## Gazdasága
A városban 2007-ben 246 kisebb és 17 nagyobb méretű vállalkozás működött. Ezek döntő többsége kereskedelmi célú. A városlakók egyik legfőbb jövedelemforrása a külföldön dolgozó rokonaiktól kapott átutalások összege. 2007-ben a munkanélküliségi ráta a városban 10% volt. 2007-ben nagyjából 130 otthontalan család élt a városban.

## A város fontosabb szülöttei
- Xhelal Deliallishi, az albán függetlenségi nyilatkozat aláírója
- Imer Bei Deliallisi, az albán függetlenségi nyilatkozat aláírója
- Ibrahim Efendiu, az albán függetlenségi nyilatkozat aláírója